# Catedral de San Pablo (Kampala)
La Catedral de San Pablo o bien la Catedral de Namirembe (en inglés: Saint Paul's Cathedral Namirembe o Namirembe Cathedral) es la catedral más antigua del país africano de Uganda. Además, es la Catedral Provincial de la Iglesia de Uganda y la catedral de la diócesis de Namirembe, la primera diócesis que se fundó en la provincia de la Iglesia de Uganda, en 1890. Entre 1919 y 1967, la Catedral sirvió como la catedral provincial de la Iglesia de Uganda, Comunión Anglicana. En la década de 1960, la sede de la Iglesia de Uganda se trasladó a la Iglesia de Todos los Santos en Nakasero pero luego se trasladó de nuevo a Namirembe.